# Fernando Álvarez Martínez
Fernando Álvarez Martínez (Medina de Pomar, 30 de maig de 1814 - Madrid, 6 de novembre de 1883) va ser un polític espanyol, ministre durant el regnat d'Isabel II d'Espanya.

## Biografia
Estudia Filosofia en Burgos i Dret en Valladolid, i va lluitar a la primera guerra carlina en la Companyia Minerva, dirigida per Claudio Moyano Samaniego. En 1843 és nomenat Sotssecretari del Ministeri de Gracia i Justícia.
Des de 1844 fou elegit diputat a Corts per Burgos adscrit al Partit Moderat. En 1857 va ingressar a la Reial Acadèmia de Ciències Morals i Polítiques, de la que en serà secretari del 1878 fins a la seva mort. En 1840 fou nomenat secretari de l'Ateneo de Madrid. També va publicar articles a l'Enciclopedia Española de Derecho y Administración, dirigida per Lorenzo Arrazola.
Ja a l'octubre de 1857 ocupa interinament la cartera de Gracia i Justícia durant el curt govern de Francisco Armero Peñaranda, i que ocuparà de forma titular entre gener i març de 1864 en el gabinet de Lorenzo Arrazola García. En març de 1865 fou designat president del Congrés dels Diputats, càrrec que ocuparà fins a juliol del mateix any. A les eleccions generals espanyoles de 1869 fou elegit diputat per Briviesca, però dimití al cap de poc.
Amb la restauració borbònica fou escollit novament diputat pel districte de Villarcayo a les eleccions generals espanyoles de 1876, i és nomenat president del Tribunal de Comptes fins a la seva defunció.